# Frederick Herbert William Higgins
Pour les articles homonymes, voir Higgins.
Frederick Herbert William Higgins (né vers 1849, mort le 1er septembre 1915) est un ingénieur électricien anglais travaillant dans le domaine des télécommunications, titulaire de plusieurs brevets.

## Biographie
Il est l'un des pionniers de la télégraphie. Il commence sa carrière à l'Electric and International Telegraph Company. Il est ingénieur du télégraphe à l'Île Maurice pendant trois ans. À son retour en Angleterre, il entre à l'Exchange Telegraph Company, dont il sera ingénieur en chef pendant 40 ans.
Au cours des années, il met au point plusieurs inventions, notamment dans le domaine de la télégraphie. Il invente aussi le premier système public d'alarme d'incendie en usage dans les rues de Londres.
Il meurt le 1er septembre 1915 à l'âge de 66 ans.